# 連科蘭
連科蘭（聆听ⓘ），又译兰凯兰，是阿塞拜疆東南部的一個城市，臨裡海，位於連接巴庫和阿斯塔拉之間的鐵路線上。2006年人口48,500人。